# Anisolepis
Anisolepis is een geslacht van hagedissen uit de familie Leiosauridae en de onderfamilie Enyaliinae.

## Naam en indeling
De wetenschappelijke naam van de groep werd voor het eerst voorgesteld door George Albert Boulenger in 1885. Er zijn drie soorten, die vroeger tot verschillende andere geslachten behoorden, zoals Aptycholaemus, Laemanctus, Ecphymotes en Enyalius.

## Verspreiding en habitat
Alle soorten komen voor in delen van Zuid-Amerika en leven in de landen Brazilië, Argentinië, Paraguay en Uruguay.
De habitat bestaat uit tropische en subtropische graslanden en in gematigde bossen.

## Beschermingsstatus
Door de internationale natuurbeschermingsorganisatie IUCN is aan alle soorten een beschermingsstatus toegewezen. De soort Anisolepis grilli staat bekend als 'veilig' (Least Concern of LC) en de soorten Anisolepis longicauda en Anisolepis undulatus worden beschouwd als 'kwetsbaar' (Vulnerable of VU).

## Soorten
Het geslacht omvat de volgende soorten, met de auteur en het verspreidingsgebied.
| Naam                  | Auteur          | Verspreidingsgebied           |
| --------------------- | --------------- | ----------------------------- |
| Anisolepis grilli     | Boulenger, 1891 | Brazilië, Argentinië, Uruguay |
| Anisolepis longicauda | Boulenger, 1891 | Argentinië, Paraguay          |
| Anisolepis undulatus  | Wiegmann, 1834  | Brazilië, Argentinië, Uruguay |